# Municipio de Buck Creek
El municipio de Buck Creek (en inglés: Buck Creek Township) es un municipio ubicado en el condado de Hancock en el estado estadounidense de Indiana. En el año 2010 tenía una población de 8430 habitantes y una densidad poblacional de 90,36 personas por km².

## Geografía
El municipio de Buck Creek se encuentra ubicado en las coordenadas 39°49′26″N 85°53′11″O / 39.82389, -85.88639. Según la Oficina del Censo de los Estados Unidos, el municipio tiene una superficie total de 93.29 km², de la cual 93.07 km² corresponden a tierra firme y (0.24%) 0.23 km² es agua.

## Demografía
Según el censo de 2010 había 8430 personas residiendo en el municipio de Buck Creek. La densidad de población era de 90,36 hab./km². De los 8430 habitantes, el municipio de Buck Creek estaba compuesto por el 89.05% blancos, el 7.6% eran afroamericanos, el 0.13% eran amerindios, el 0.93% eran asiáticos, el 0.12% eran isleños del Pacífico, el 0.59% eran de otras razas y el 1.58% pertenecían a dos o más razas. Del total de la población el 2.4% eran hispanos o latinos de cualquier raza.